# Ierse folk
De Ierse folk is de benaming voor een traditionele muziekstijl uit Ierland. Ierse folk bestaat uit liederen die soms honderden jaren oud zijn, en die tot op de dag van vandaag in Ierse pubs worden gezongen. Ook worden de instrumentale jigs en reels tot het genre gerekend. De Ierse folk zoals die nu bekend is, is een mengeling van traditionele Britse muziek en Keltische muziek.

## Geschiedenis
Omstreeks de jaren zestig van de 20e eeuw ontstond in Ierland en Schotland een grote belangstelling voor de wederopstanding van de traditionele volksmuziek. Dit had ten gevolg dat er bands en groepen samengesteld werden zoals in Ierland de beroemd geworden The Chieftains, The Fureys, Planxty, The Dubliners, Patrick Street en De Dannan, om er maar enkele te noemen. In de Engelssprekende landen werd deze belangstelling ook groot; in bijvoorbeeld de Verenigde Staten zijn in de steden en gebieden met een bij uitstek uit Ierland afkomstige bevolking, talloze Ierse bands en groepen ontstaan.

## Veelgebruikte muziekinstrumenten bij Ierse folk
- Fiddle: viool
- Bodhrán: een Ierse trommel

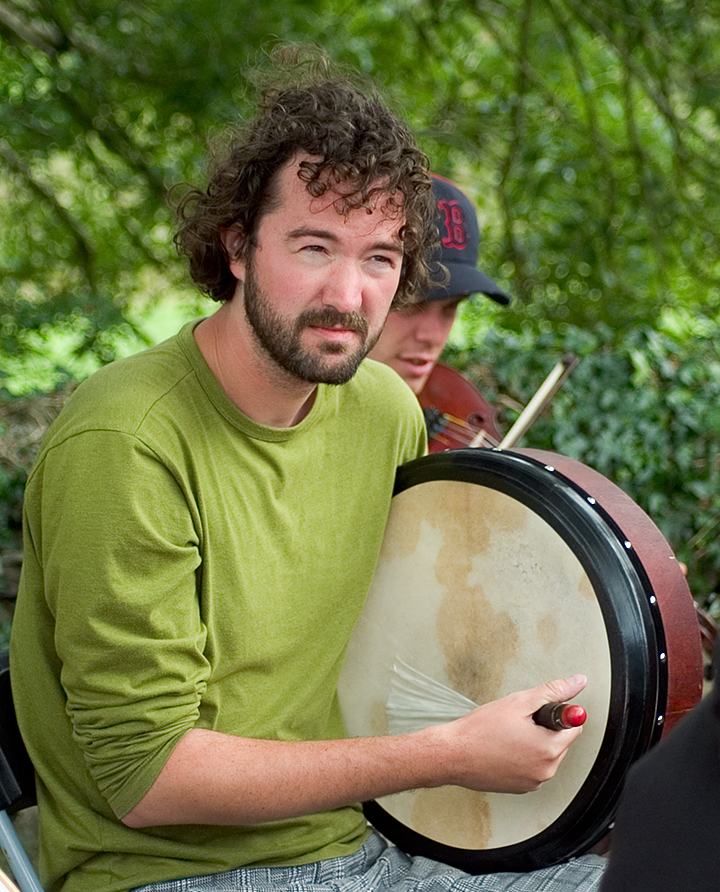
Bodhránspeler met kwast-tipper

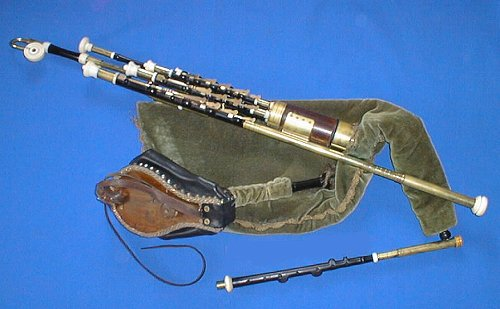
Uilleann pipes

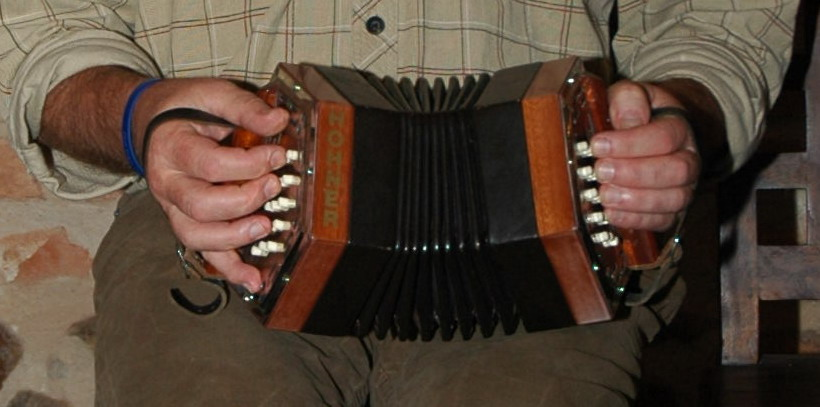
Concertina

- Diatonic button-accordion, squeeze-box of melodeon: een diatonische accordeon (trekzak)
- Concertina: zeskantige diatonische accordeon
- Uilleann pipes: Ierse doedelzak
- Tinwhistle: rechte fluit, verwant aan de blokfluit
- Ierse fluit: (houten) dwarsfluit
- Ierse bouzouki: een tokkelinstrument
- Gitaar
- Banjo, goed voorbeeld is Barney McKenna van The Dubliners

## Teksten
Een aanzienlijk deel van de Ierse folksongs kan onder de categorie protestlied worden geschaard. Omdat de teksten veelal zo oud zijn, betreft het vaak een aanklacht tegen de eeuwenlange Engelse overheersing in Ierland.
Als voorbeeld kan de ballad The fields of Athenry worden aangehaald. Dit lied schetst de dialoog tussen twee geliefden rond 1847. De man is gevangengenomen wegens de diefstal van graan bij de Engelse overheersers. Die waren, ondanks de hongerdood van meer dan een miljoen Ieren tijdens de hongersnood, graan blijven exporteren. Tot op de dag van vandaag klinkt de diepgewortelde woede van de Ieren door in het feit dat men tijdens het refrein, zij het als kwinkslag, de namen Sinn Féin en IRA scandeert.
Groepen en liedjes die expliciet de strijd tegen de Engelse bezetting van (Noord-)Ierland bezingen, noemt men Ierse rebel-muziek, een subgenre in de Ierse folk. Een voorbeeld hiervan is de muziekgroep Eire Og.
Vele andere liederen gaan over de emigratie naar Amerika en over de liefde.

## Traditionele folkbands in Ierland
- Altan
- Arcady
- At the Racket
- Beginish
- Beoga
- Bohinta
- Buttons & Bows
- Ceoltóirí Chualann
- Clannad
- Cran
- Danú
- De Dannan
- Dervish
- Solas
- Four Men and a Dog
- Gráda

- Lúnasa
- Mellow Candle
- Moving Cloud
- Moving Hearts
- Nomos
- North Gregg
- Patrick Street
- Planxty
- Providence
- Rattle the Boards
- Setanta
- Skylark
- Sliabh Notes
- Solas
- Stockton's Wing
- Sweeney's Men

- Téada
- The Bothy Band
- The Celtic Fiddle Festival
- The Chieftains

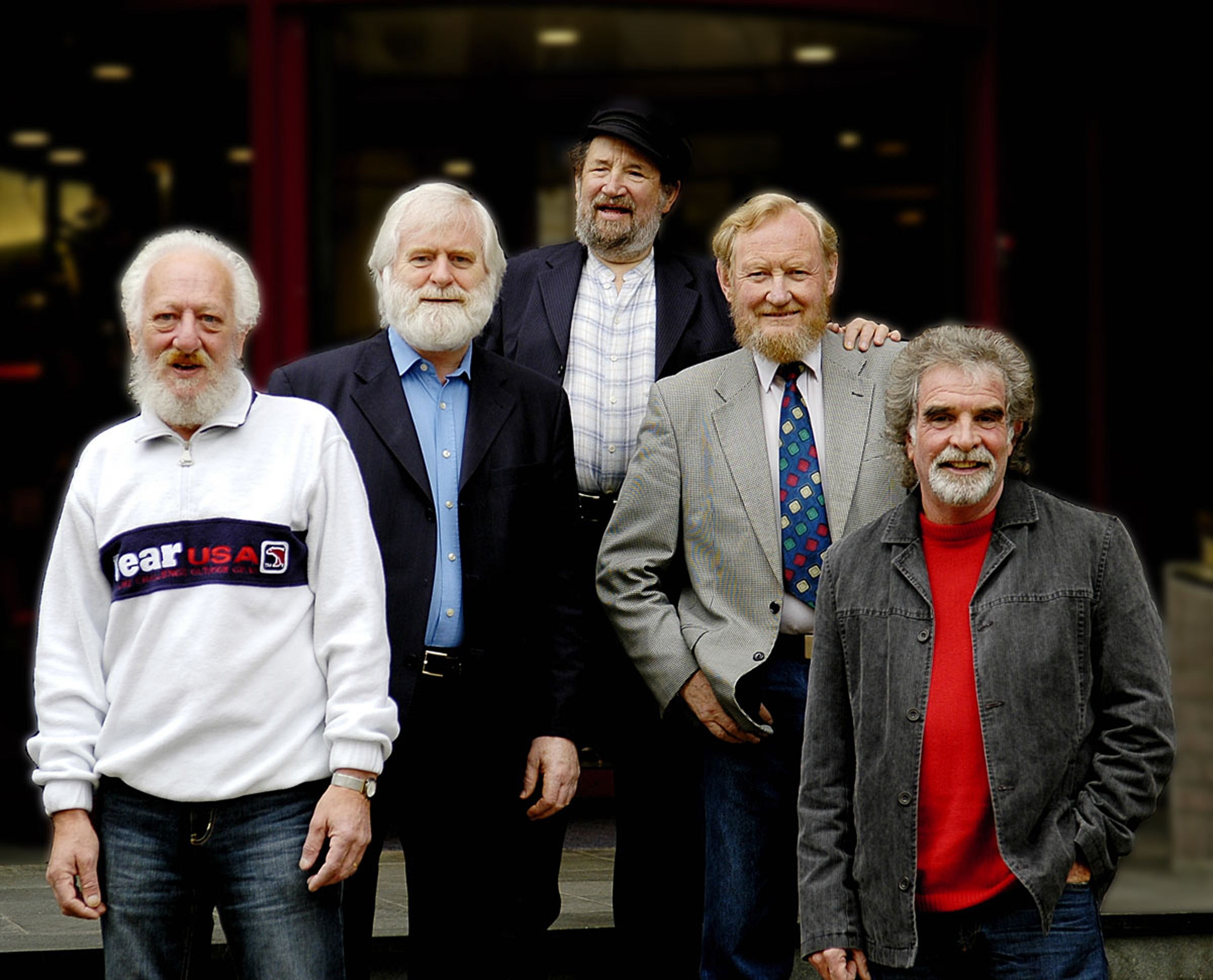
The Dubliners

- The Clancy Brothers and Tommy Makem
- The Corrs
- The Dubliners
- The High Kings
- The Fureys
- The Fureys and Davey Arthur
- The Karan Casey Band
- The Pogues
- The Wolfe Tones

## Folkmuzikanten in Ierland
- Muireann Nic Amhlaoibh
- Davey Arthur
- Margaret Barry
- Seamus Begley
- Brendan Begley
- Derek Bell
- Mary Bergin
- Mary Black
- Luka Bloom
- Paul Brady
- Harry Bradley
- Garry O'Brian
- Paul Brock
- Peter Browne
- Ronan Browne
- Joe Burke
- Kevin Burke
- Dermot Byrne
- James Byrne
- John Carty
- Karan Casey
- Nollaig Casey
- Donal Clancy
- Liam Clancy
- Willie Clancy
- Aidan Coffey
- Kevin Conneff
- Maura O' Connell
- Rita Connolly
- Tony O'Connell
- Gerry O'Connor
- Máirtin O'Connor
- Sean Corcoran
- Andrea Corr
- Phil Coulter
- Matt Cranitch
- Kevin Crawford
- Seamus Creagh
- Jackie Daly
- Shaun Davey
- Eoin Dillon
- Tríona Ní Dhomhnaill
- Maighread Ní Dhomhnaill
- Micheál Ó Dhomhnaill
- Sean O'Donnell
- Maeve Donnelly
- Tom Doorley
- Éamon Doorley
- Johnny Doran
- Ronnie Drew
- Séamus Ennis
- John Faulkner
- Martin Fay

- Tommy Fleming
- Liam O'Flynn
- Alec Finn
- Áine Furey
- Finbar Furey
- Eddie Furey
- Martin Furey
- Paul Furey
- George Furey
- Ted Furey
- Frankie Gavin
- Donnchadh Gough
- Michael Gorman
- Ailbe Grace
- Roy Gullane
- Kieran Hanrahan
- Mike Hanrahan
- Ronan Hardiman
- Frank Harte
- Joe Heaney
- Carl Hession
- Andy Irvine
- Dolores Keane
- James Keane
- Seán Keane
- Padraig O'Keeffe
- Paddy Keenan
- Alan Kelly
- Angelo Kelly
- Mark Kelly
- Luke Kelly
- Paul Kelly
- Frankie Kennedy
- Paddy Killoran
- Frankie Lane
- Christy O'Leary
- Maurice Lennon
- Dónal Lunny
- Gino Lupari
- Tommy Makem
- Sarah Makem
- Liam O'Maonlai
- Sean McAloon
- Mick McAuley
- Oisin McAuley
- Benny McCarthy
- Cathal McConnell
- Johnny McDonagh
- Andy McGann
- Arty McGlynn
- Paul McGrattan
- Manus McGuire
- Seamus McGuire

- Damian McKee
- Barney McKenna
- Tony McMahon
- John McSherry
- Mairéad Ní Mhaonaigh
- Matt Molloy
- Paddy Moloney
- Christy Moore
- Johnny Moynihan
- David Munnelly
- Colm Murphy
- Denis Murphy
- Dónal Murphy
- Eamon Murray
- Seán Óg Graham
- Niamh Parsons
- Tommy Peoples
- Charlie Piggott
- Jimmy Power
- Martin Quinn
- Michael O'Raghallaigh
- Mick McAuley
- Tony O'Connell
- Máirtin O'Connor
- Tommy Reck
- Leo Rowsome
- Micho Russell
- Tommy Sands
- Eleanor Shanley
- Sharon Shannon
- Paul O'Shaughnessy
- John Sheahan
- Phil Smillie
- Davy Spillane
- John Spillane
- Dáithí Sproule
- Tommy O'Sullivan
- Ciarán Tourish
- Peter O'Toole
- Michael Tubridy
- Pádraigín Ní Uallacháin
- Caoimhín Vallely
- Cillian Vallely
- Niall Vallely
- Patsy Watchorn
- Bill Whelan
- John Whelan
- Alasdair White
- Freddy White
- Desi Wilkinson
- Leslie Wilson

Ook popmuzikanten als Van Morrison en Sinéad O'Connor hebben bekende Ierse folknummers vertolkt.

## Ierse muzikanten per instrument

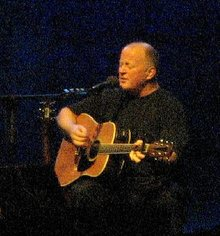
Christy Moore

Violisten
- Kevin Burke
- James Byrne
- John Carty
- Sharon Corr
- Matt Cranitch
- Seamus Creagh
- Maeve Donnelly
- Martin Fay
- Ted Furey
- Frankie Gavin
- Paddy Glackin
- Kevin Glackin
- Michael Gorman
- Manus McGuire
- Seamus McGuire
- Cathal Hayden
- Padraig O'Keeffe
- Paul Kelly
- Seán Keane
- Paddy Killoran
- Maurice Lennon
- Oisin McAuley
- James Morrison
- Denis Murphy
- Mairéad Ní Mhaonaigh
- Gerry O'Connor
- Paul O'Shaughnessy
- Tommy Peoples
- Jimmy Power
- John Sheahan
- Ciarán Tourish
- Alasdair White

Ierse fluit- en tinwhistlespelers
- Mary Bergin
- Micho Russell
- Harry Bradley
- Andrea Corr
- Kevin Crawford
- Tom Doorley
- Frankie Gavin
- Frankie Kennedy
- Liam O'Maonlai
- Paddy Moloney
- Matt Molloy
- Sean Ryan
- Micho Russell
- Phil Smillie
- Desi Wilkinson

Ierse bodhránspelers
- Kevin Conneff
- Caroline Corr
- Kevin Crawford
- Donnchadh Gough
- Tommy Hayes
- Dave King
- Gino Lupari
- Christy Moore
- Liam O'Maonlai
- Johnny McDonagh
- Colm Murphy
- Eamon Murray
- Seán Ó Riada

Ierse uilleannpipers
- Harry Bradley
- Willie Clancy
- Ronan Browne
- Peter Browne
- Eoin Dillon
- Johnny Doran
- Séamus Ennis
- Finbar Furey
- Martin Furey
- Donnchadh Gough
- Paddy Keenan
- Declan Masterson
- Neil Mulligan
- Sean McAloon
- John McSherry
- Paddy Moloney
- Mick O'Brien
- Liam O'Flynn
- Tommy Reck
- Leo Rowsome
- Davy Spillane
- Cillian Vallely

Ierse accordeonisten
- Brendan Begley
- Seamus Begley
- Paul Brock
- Joe Burke
- Dermot Byrne
- Aidan Coffey
- Jackie Daly
- Joe Derrane
- Ailbe Grace
- Paul Furey
- James Keane
- Alan Kelly
- Mick McAuley
- Damian McKee
- Tony McMahon
- Benny McCarthy
- David Munnelly
- Dónal Murphy
- Seán Óg Graham
- Máirtin O'Connor
- Michael O'Raghallaigh
- Martin Quinn
- Sharon Shannon
- John Whelan

Ierse concertinaspelers
- Kitty Hayes
- Tony O'Connell
- Michael O'Raghallaigh
- Niall Vallely

Ierse harpspelers
- Derek Bell
- Órla Fallon

Ierse snaarspelers
- Davey Arthur - banjo, mandoline
- Paul Brady - gitaar
- Garry O'Brian - gitaar
- Steve Cooney - gitaar
- Sean Corcoran - bouzouki
- Donal Clancy - gitaar
- Sean O'Donnell - gitaar
- Éamon Doorley - bouzouki
- Alec Finn - bouzouki, gitaar
- John Faulkner - gitaar
- Eddie Furey - gitaar
- Martin Furey - gitaar
- Roy Gullane - gitaar
- Mike Hanrahan - gitaar
- Carl Hession - piano
- Trevor Hutchinson - bas
- Andy Irvine - bouzouki, mandoline
- Paul Kelly - mandoline
- Frankie Lane - gitaar
- Dónal Lunny - bouzouki, gitaar
- Arty McGlynn - gitaar
- Brian McGrath - banjo
- Barney McKenna - banjo
- Gerry O'Connor - banjo
- Micheál Ó Dhomhnaill - gitaar
- Tommy O'Sullivan - gitaar
- Peter O'Toole - gitaar, bouzouki
- Charlie Piggott - banjo
- Dáithí Sproule - gitaar
- Caoimhín Vallely - piano
- Patsy Watchorn - gitaar
- Leslie Wilson - gitaar
- Freddy White - gitaar
- Nicolas Quemener - gitaar

Zangers en zangeressen
- Niall Horan
- Muireann Nic Amhlaoibh
- Margaret Barry
- Seamus Begley
- Mary Black
- Luka Bloom
- Paul Brady
- Karan Casey
- Liam Clancy
- Kevin Conneff
- Rita Connolly
- Sinéad O'Connor
- Andrea Corr
- Tríona Ní Dhomhnaill
- Maighread Ní Dhomhnaill
- Cara Dillon
- Ronnie Drew
- Tommy Fleming
- Mick Flynn
- Áine Furey
- Finbar Furey
- Eddie Furey
- Martin Furey
- Danny Guinan
- Frank Harte
- Joe Heaney
- Andy Irvine
- Cathy Jordan
- Dolores Keane
- Tommy Makem
- Sarah Makem
- Liam O'Maonlai
- Christy Moore
- Niamh Parsons
- Tommy Sands
- Eleanor Shanley
- John Spillane
- Dáithí Sproule
- Pádraigín Ní Uallacháin
- Patsy Watchorn
- Freddy White